# 韋拉島
韋拉島是蘇格蘭的島嶼，位於大西洋海域，屬於昔德蘭群島的一部分，長2.5公里、寬2公里，面積3.27平方公里，最高點海拔高度95米，2001年人口僅2人。
60°12′N 1°35′W / 60.200°N 1.583°W